# Bar (Monténégro)
Pour les articles homonymes, voir Bar.
Bar (en monténégrin cyrillique : Бар, en dalmate et italien Antivari) est une ville portuaire du Monténégro. En 2011, la ville comptait 13 503 habitants et la municipalité 42 068.
Bar est située au bord de l'Adriatique. Elle constitue le principal port du pays et également un pôle touristique. À l'époque de la colonisation grecque elle apparaît sous le nom d’Antivarion (signifiant en grec antique « en face de Varion » sur la cote opposée de l'Adriatique). Antivari a donné son nom à une bataille navale de la Première Guerre mondiale entre la Marine nationale française et la marine austro-hongroise : le combat d'Antivari (16 août 1914).

## Géographie
Bar est le centre administratif de la municipalité de Bar, qui inclut la cité balnéaire de Sutomore.

## Histoire
Les fouilles archéologiques autour de Bar confirment qu'il y avait là un village de pêcheurs au Néolithique. Durant l'Antiquité, la ville est illyrienne, sous influence grecque puis romaine, et la romanisation des langues illyriennes crée une langue romane : le dalmate, parlé jusqu'au XVIIIe siècle (que l'historiographie monténégrine grand public nomme « langue ragusaine » ou « langue vénitienne »). À la fin de l'Antiquité tardive, l'influence grecque de l'Empire byzantin laisse progressivement place à l'influence slave à partir du VIe siècle ; une principauté slave, la Dioclée, est attestée au IXe siècle. Plusieurs souverains de Dioclée semblent avoir résidé à Bar - par exemple Mihailo Voislav dont le titre royal a été confirmé à Bar en 1077, ou encore Constantin Bodin qui a mis en place l'archevêché de Bar. La Dioclée a du défendre son indépendance contre l'empire byzantin, le tsar Samuel Ier de Bulgarie et les républiques maritimes de Raguse et de Venise qui, pour leur part, considéraient les Diocléens comme des pirates. À l'initiative de Constantin Bodin, fils de Mihailo Voislav, le pape a élevé l'évêché de Bar au rang d'archevêché en 1089.

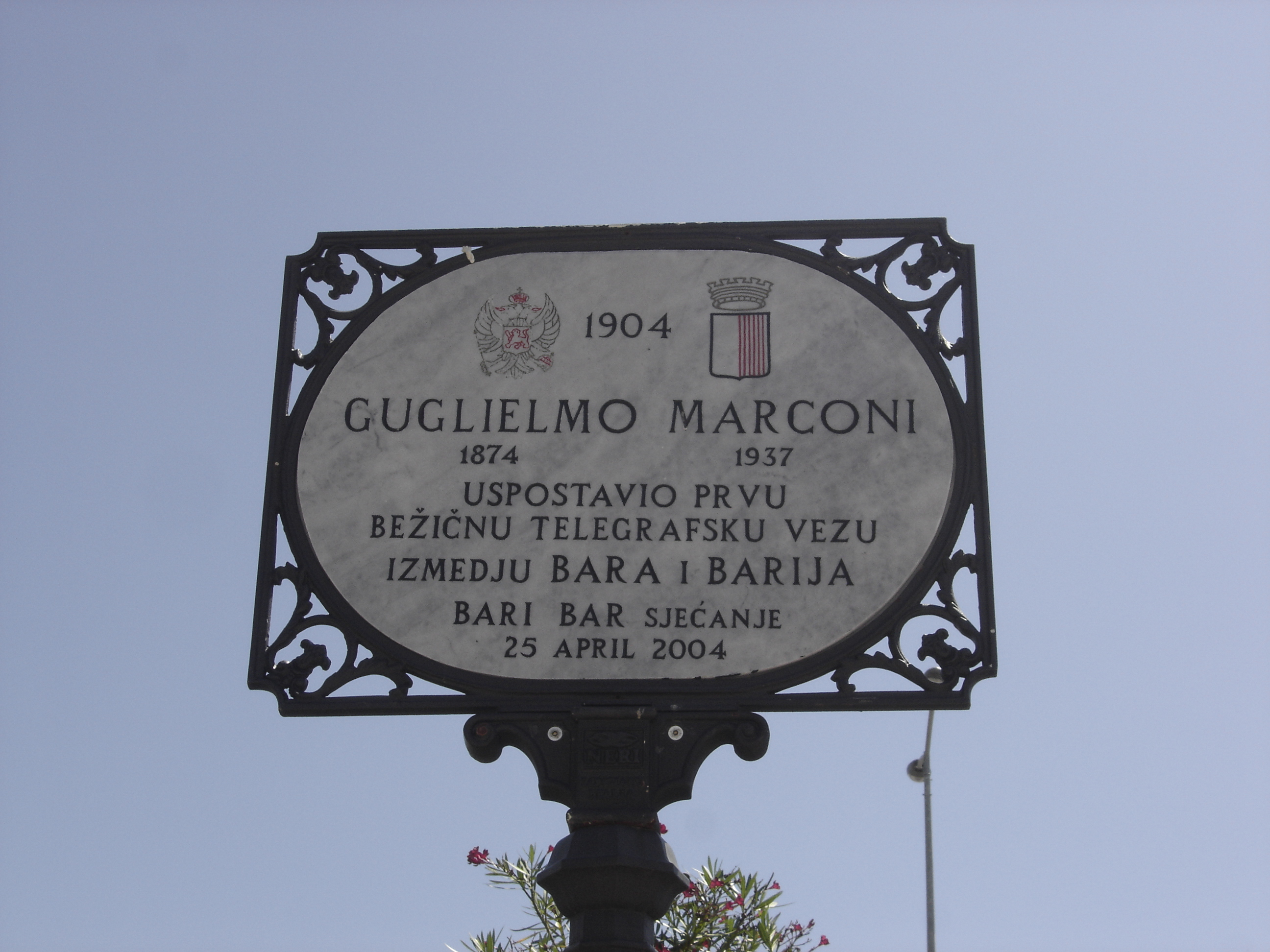
Panneau commémoratif à la mémoire de Guglielmo Marconi - Marina d'Antivari.

Pendant le Moyen Âge, de 1166 à 1186, Bar (Antibarium, forme latine citée au Xe siècle) redevient byzantine, puis échoit au souverain serbe, Stefan Nemanja, et à ses successeurs de la principauté de Rascie. De 1443 à 1571 cette région fait partie des « États vénitiens de la mer » de la république de Venise, et plus précisément de l'« Albanie vénitienne ». C'était alors une ville-état autonome ayant ses armoiries, son pavillon naval, ses franchises et ses propres pièces de monnaie.
Les Turcs ont pris Bar en 1571 et l'ont gardée jusqu'en 1878, mais en respectant la plupart des franchises et l'archevêché catholique institué en 1089. L'un des pionniers du télégraphe sans fil, l'italien Guglielmo Marconi, établit un lien par radio entre Bar et Bari le 30 août 1904, et en 1908. Le premier chemin de fer du Monténégro a été mis en service en 1913, reliant Bar à la capitale Cetinje.
Le 13 juillet 1941, c'est à Bar et à Cetinje que le premier soulèvement contre l'occupation italienne du Monténégro commence : c'est pourquoi le 13 juillet est fête nationale au Monténégro.
Pendant les guerres de dislocation de la Yougoslavie (années 1990), les unités de la marine militaire yougoslave basées à Bar reçoivent l'ordre de bloquer les côtes de la Croatie (qui venait de faire sécession du point de vue fédéral), de miner les ports dalmates et d'assiéger Dubrovnik, mais les équipages étant à majorité croate, ils se mutinent et la plus grande partie des unités prend le pavillon croate, quittant Bar. Celles qui restèrent fidèles au gouvernement fédéral de Belgrade prirent successivement les pavillons de la nouvelle Yougoslavie, devenue en 2003 Serbie-et-Montenegro, puis, depuis 2006, celui du Monténégro.

## Localités de la municipalité de Bar

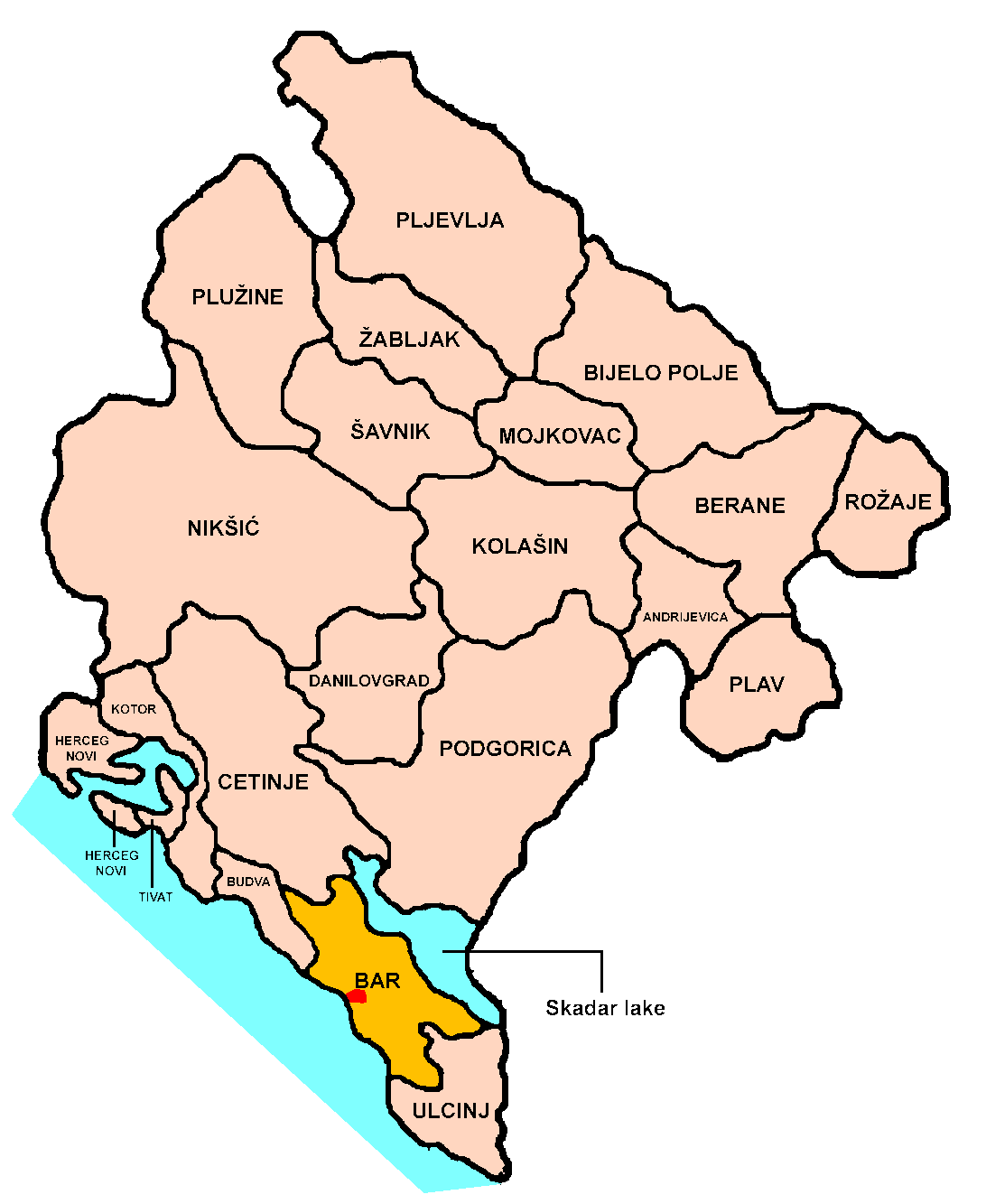
La municipalité de Bar

La municipalité compte 12 communes locales et 83 localités :
| - Arbnež - Bar - Bartula - Besa - Bjeliši - Bobovište - Boljevići - Braćeni - Brijege - Brca - Bukovik - Burtaiši - Velembusi - Veliki Mikulići - Veliki Ostros | - Velja Gorana - Velje Selo - Virpazar - Gluhi Do - Godinje - Gornja Briska - Gornji Brčeli - Gornji Murići - Grdovići - Gurza - Dabezići - Dedići - Dobra Voda - Donja Briska - Donji Brčeli | - Donji Murići - Dračevica - Dupilo - Đenđinovići - Đuravci - Đurmani - Zagrađe - Zaljevo - Zankovići - Zgrade - Zupci - Karanikići - Komarno - Koštanjica - Krnjice | - Kruševica - Kunje - Livari - Limljani - Lukići - Mala Gorana - Mali Mikulići - Mali Ostros - Marstijepovići - Martići - Mačuge - Miljevci - Mišići - Ovtočići - Orahovo | - Papani - Pelinkovići - Pečurice - Pinčići - Podi - Polje - Popratnica - Seoca - Sozina - Sotonići - Stari Bar - Sustać - Sutomore - Tejani - Tomba | - Tomići - Trnovo - Tuđemili - Turčini - Utrg - Ckla - Čeluga - Šušanj |

## Démographie

### Ville

#### Évolution historique de la population dans la ville
| 1948 | 1953  | 1961  | 1971  | 1981  | 1991   | 2003   |
| ---- | ----- | ----- | ----- | ----- | ------ | ------ |
| 897  | 1 113 | 2 184 | 3 612 | 6 742 | 10 971 | 13 719 |

En 2008, la population de Bar était estimée à 14 871 habitants.

## Politique

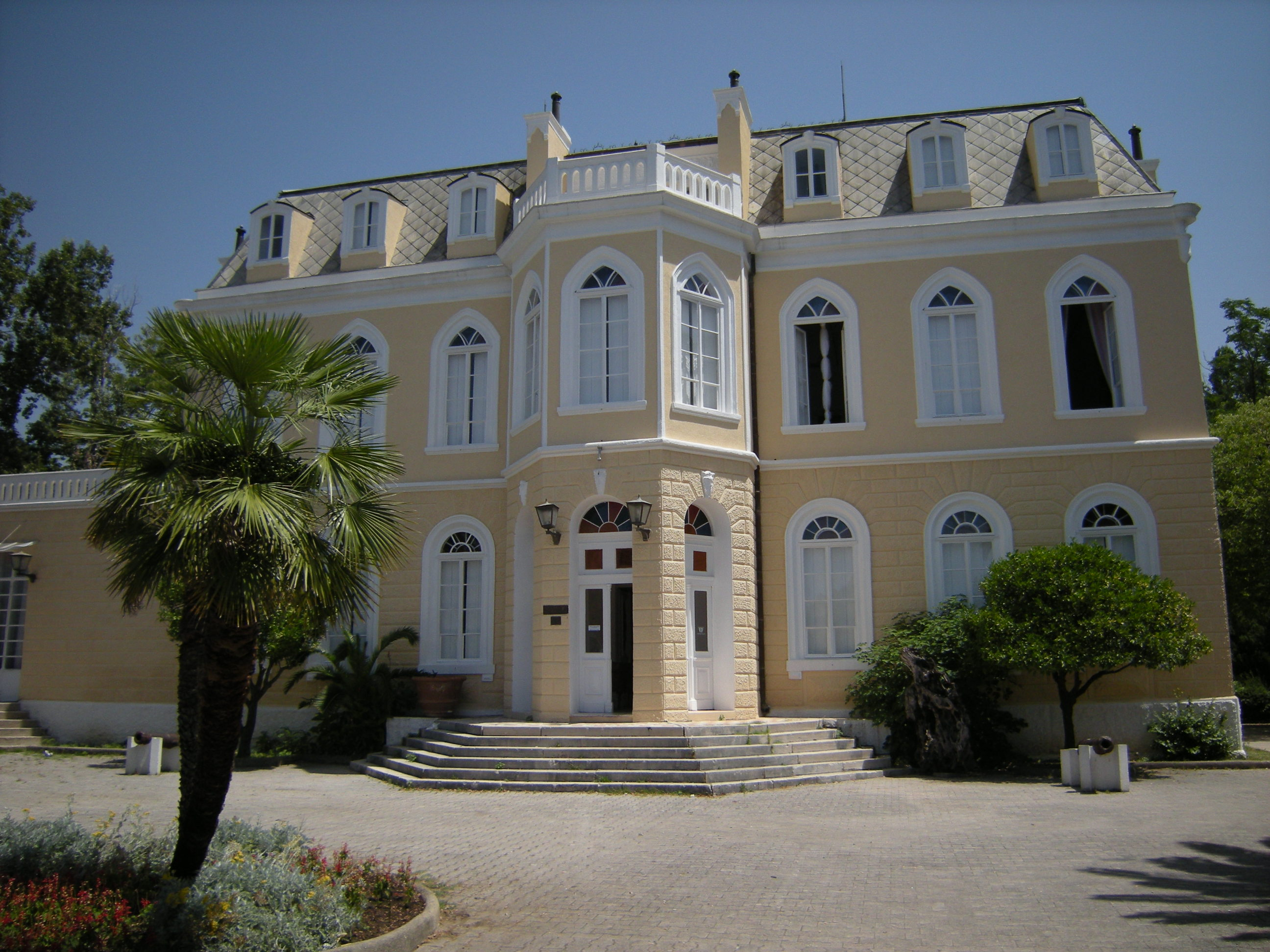
Le Palais royal de Bar

### Municipalité

#### Évolution historique de la population dans la municipalité
| 1948   | 1953   | 1961   | 1971   | 1981   | 1991   | 2003   |
| ------ | ------ | ------ | ------ | ------ | ------ | ------ |
| 21 487 | 23 009 | 24 587 | 27 580 | 32 535 | 37 321 | 40 037 |

## Transport
Bar est relié à Belgrade grâce à la ligne ferroviaire Belgrade-Bar
Par voie maritime, Bar est relié à Bari et Ancône

## Économie

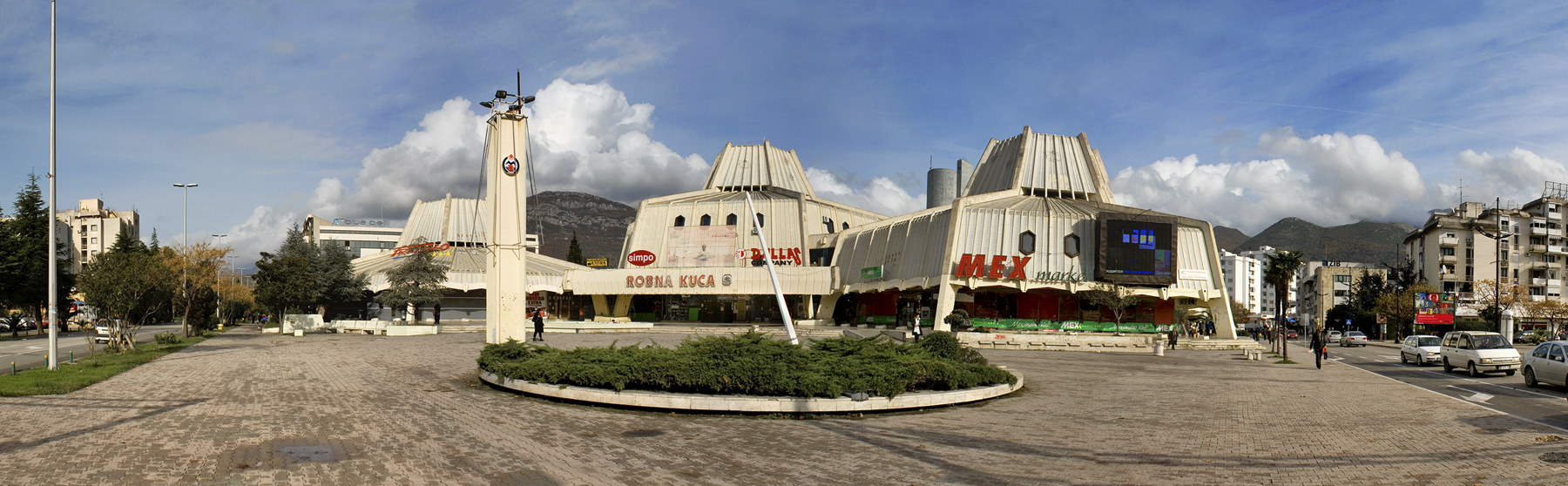
Le centre commercial Robna Kuca au centre de Bar

Les symboles économiques de Bar sont le port de Bar, la Ligne ferroviaire Belgrade-Bar et le tunnel de Sozina.
Le port de Bar est l'élément le plus reconnaissable de la ville. Avec 3 100 m de littoral, une superficie de 800 ha, le port est capable de charger 5 millions de tonnes de marchandises diverses par an. C'est un point d'entrée pour une grande quantité de marchandises importées au Monténégro.
En 1976, la ligne ferroviaire Belgrade-Bar a été ouverte, rendant la mer Adriatique facilement accessible pour les touristes, et fournissant de nouveaux marchés pour le port de Bar. Le chemin de fer, ainsi que le port, permettent une activité économique sur toute l'année, contrairement à d'autres villes du littoral monténégrin, qui reposent essentiellement sur le tourisme pendant la saison estivale.
La société d'agro-alimentaire "Primorka a.d." existe à Bar depuis plus de 90 ans et elle produit de l'huile d'olive et du jus de fruits. Il y a 95 000 oliviers et 80 000 arbres d'agrumes (citron, orange, mandarine et pamplemousse) dans le secteur de Bar.
La plus vieille institution de recherche du Monténégro est située à Bar, il s'agit du centre pour les cultures subtropicales. La création de ce centre date de 1937.

## Tourisme

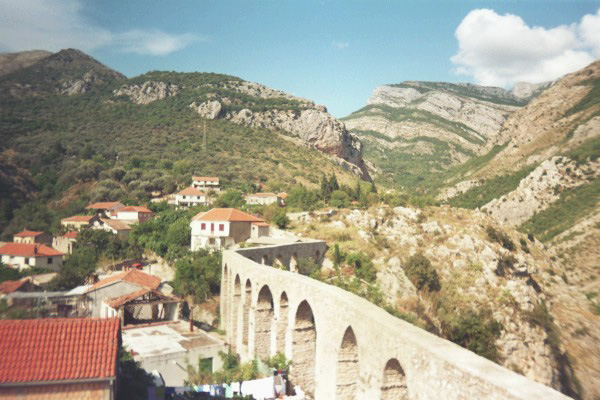
l'aqueduc de Stari Bar

Bar est une importante cité balnéaire du littoral monténégrin, avec la présence d'une infrastructure hôtelière importante. C'est une ville moderne, presque entièrement construite après la Seconde Guerre mondiale, offrant des immeubles récents, de grandes avenues et boulevards ainsi que de nombreux parcs de stationnement.
Bien qu'il y ait des plages dans Bar intramuros, la plupart des touristes préfèrent les longues plages qui existent dans les petites villes de la municipalité de Bar, telles que Dobra Voda, Sutomore ou Čanj.
La ville est également très soucieuse de l'environnement et riche en végétation. La municipalité de Bar s'étend jusqu'à la rive sud du lac de Skadar et borde la région Krajina. Cette zone est propice à de nombreuses activités de plein air ainsi qu'à la randonnée.
Outre cette forme de tourisme la municipalité de Bar recèle un trésor méconnu, à quatre kilomètres de la ville, Stari Bar (le vieux Bar) d'une superficie de quatre hectares, abandonné à la fin du XIXe siècle à la suite de la victoire des Monténégrins sur les Turcs et gravement endommagé par le tremblement de terre de 1979, et comprenant des trésors d'architecture byzantine, vénitienne et ottomane.
Proche de Stari Bar, l'autre attraction touristique est le Stara maslina (vieil olivier).
Le long de la promenade partant de la marina et suivant la plage de Bar, on rencontre le palais du Roi Nicolas.

## Jumelages
La ville de Bar est jumelée avec
- Požarevac (Serbie) depuis 1972
- Bor (Serbie) depuis 1974
- Kula (Serbie) depuis 2008
- Koursk (Russie) depuis 2003
- Mali Iđoš (Serbie) depuis 2008
- Kragujevac (Serbie) depuis 2011
- Bornova (Turquie) depuis 2011
- District de Hongkou (Chine) depuis 2015
- Resen (Macédoine) depuis 2015
- Elbasan (Albanie) depuis 2015
- Küçükkuyu (Turquie) depuis 2016
- Maribor (Slovénie) depuis 2016
- Corfou (Grèce) depuis 2017
- Ningbo (Chine) depuis 2015
- Adana (Turquie) depuis 2017
- Nuremberg (Allemagne) depuis 2006
- Piaseczno (Pologne) depuis 2008
- Marioupol (Ukraine) depuis 2011

## Personnalités liées à la ville
- Jean de Pauly, né à Bar le 23 juin 1860.
- Savo Vučević, entraineur de basket-ball, né à Bar le 27 janvier 1957.
- Slobodan Marović, joueur de football, né à Bar le 13 août 1964.
- Igor Lukšić, homme politique, né à Bar le 14 juin 1976.
- Goran Stojanović, joueur de handball, né à Bar le 24 février 1977.